# Цеслін (Мазовецьке воєводство)
Цеслін (пол. Cieślin) — село в Польщі, у гміні Мохово Серпецького повіту Мазовецького воєводства.
Населення — 457 осіб (2011).
У 1975-1998 роках село належало до Плоцького воєводства.

## Демографія
Демографічна структура станом на 31 березня 2011 року:
|          | Загалом | Допрацездатний вік | Працездатний вік | Постпрацездатний вік |
| -------- | ------- | ------------------ | ---------------- | -------------------- |
| Чоловіки | 242     | 52                 | 180              | 10                   |
| Жінки    | 215     | 50                 | 132              | 33                   |
| Разом    | 457     | 102                | 312              | 43                   |